# Agha al-mahalla
L'Agha al-mahalla, parfois simplement désigné comme agha, est le titre officiel porté par le ministre chargé de l'armée de terre et des affaires intérieures de la régence d'Alger durant la période des deys. C'est l'un des cinq ministères du gouvernement des deys d'Alger,. Second ministre en termes d'importance après le khaznadji (Premier ministre) il est nommé par le dey d'Alger . Il exerce les fonctions de commandant en chef des armées et de gouverneur du Dar Es-Soltane. Il n'est cependant pas chargé de la marine qui dépend d'un autre ministre : le Ouakil al-kharadj .  À la mort du dey, il est d'usage qu'il succède au khaznadji, alors que ce dernier devient dey.